# 雅尤·巴蘇姬

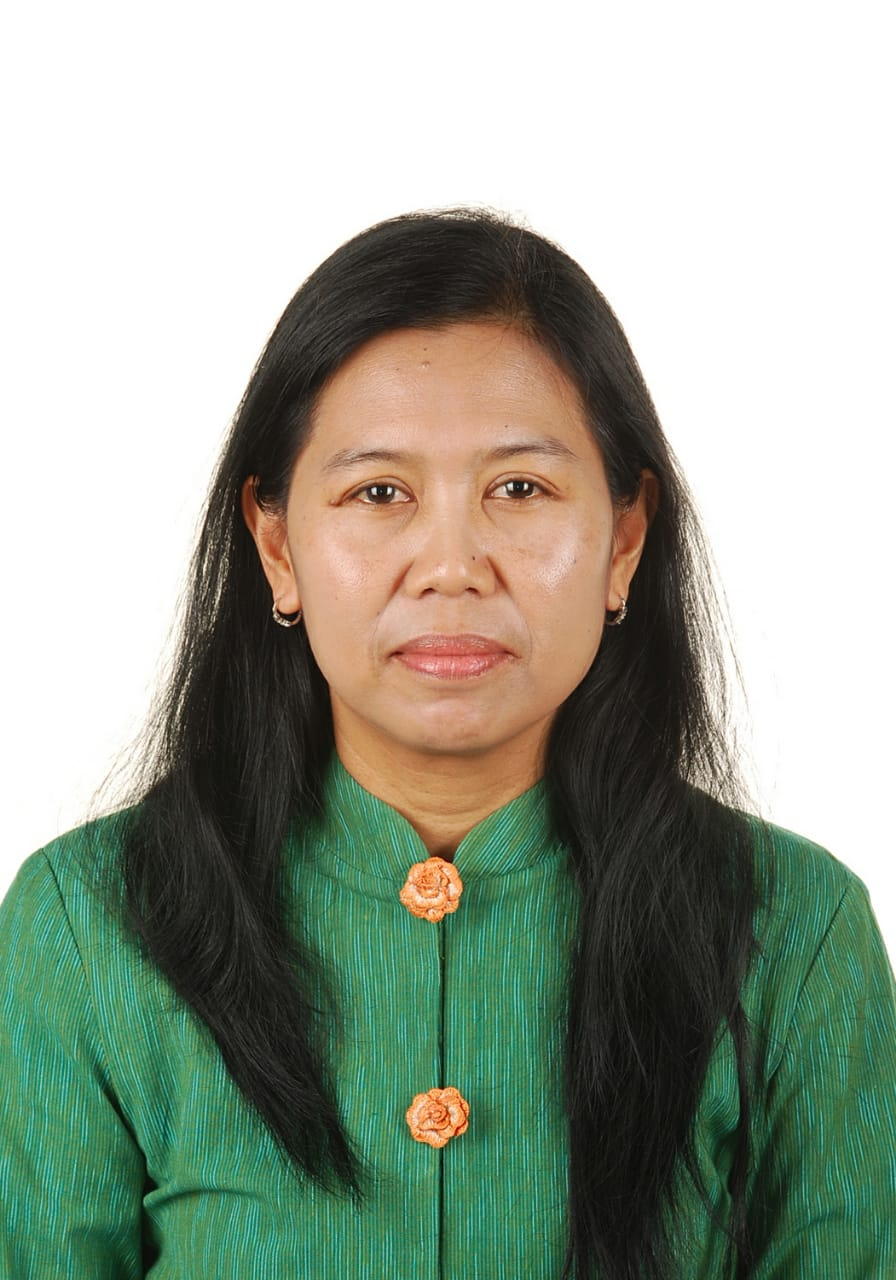
雅尤·巴蘇姬

雅尤·巴蘇姬（1970年11月30日—），印尼女子網球運動員，最佳大滿貫賽女單成績是1997年温布尔登网球锦标赛八強。
網壇退役後，轉投政治。2014年至2019年期間擔任印尼國會議員。2019年，她競逐連任，但未能成功。